# Vincenzo Terracciano
Vincenzo Terracciano (Nàpols, 28 d'agost de 1964) és un director de cinema italià.

## Biografia
Llicenciat en direcció al Centro Sperimentale di Cinematografia el 1991, Vincenzo Terracciano s'apropa al món del cinema fent inicialment un documentals i curtmetratges. Entre aquests, recordem un documental de 1992 Autor De Dréville, un retrat del director francès Jean Dréville.
El 1998 va debutar com a director a la pel·lícula Per tutto il tempo che ci resta amb Ennio Fantastichini i Emilio Bonucci, un guió que va guanyar el Premi al guió de la Presidència del Consell. Van seguir nombroses altres produccions cinematogràfiques, com Ribelli per caso (2001) l guió de la qual ja va rebre una "Menció Especial" Premi Solinas (1999), Tris di donne e abiti nuziali (2009), i televisives com Un posto al sole, Grandi domani, Caterina e le sue figlie, Mogli a pezzi, Né con te, né senza di te , Paura di amare i Amore pensaci tu.

## Filmografia

### Cinema
- Per tutto il tempo che ci resta (1998)
- Ribelli per caso (2001)
- Tris di donne e abiti nuziali (2009)[4]

### Televisió
- Un posto al sole
- Grandi domani
- Caterina e le sue figlie
- Mogli a pezzi
- Né con te, né senza di te
- Paura di amare
- Amore pensaci tu